# بيرسيتا تانغيرانغ
بيرسيتا تانغيرانغ هو نادي كرة قدم إندونيسي أٌسس عام 1953. يلعب النادي في الدوري 1 (إندونيسيا).